# Passage des Panoramas
Passage des Panoramas är den äldsta av de täckta passagerna i Paris, belägen i 2:a arrondissementet mellan Boulevard Montmartre i norr, och Saint Marc gatan i söder. Den var en av de tidigaste platserna för den parisiska filatelisthandeln, och den var en av de första täckta kommersiella passagerna i Europa.
Basarer i orienten hade täckta kommersiella passager flera århundraden tidigare, men Passage de Panoramas förnyade sig genom att ha glasade tak och senare, 1817, gaslampor för belysning.
Passage des Panoramas var förebild till 1800-talets stadsgallerier och 1900-talets köpcentra. Passagen invigdes 1800 på platsen för François-Henri de Montmorencys herrgård, som hade byggts 1704. Ingången till den moderna byggnaden, på rue Saint-Marc, som vetter mot rue des Panoramas, var den ursprungliga herrgårdens ingång. 
Passage des Panoramas namn kommer från en attraktion byggd av  Robert Fulton, två stora rotundor där panoramamålningar av Paris, Toulon, Rom, Jerusalem och andra kända städer visades upp.
På 1700-talet var Paris gator mörka, leriga och trånga, väldigt få hade trottoarer eller belysning, och var olämpliga för handel. Det första inomhusgalleriet, vid Palais Royal, öppnade 1786, följt av passagen Feydau 1790-91, Passage du Caire 1799 och Passage des Panoramas 1800. Rotundorna revs 1831, och passagen renoverades av arkitekten Jean-Louis Victor Grisart, och det skapades ytterligare tre gallerier i kvarteret. Den berömda gravören Moses Stern bosatte sig där 1834, sedan flyttade köpmän med vykort och frimärken och några restauranger in. Den del av passagen som ligger nära boulevarden Montmartre är rikt dekorerad, medan delen vid Saint Marc gatan är mer blygsam. Passagen, som den var 1867, beskrivs i kapitel VII i Émile Zolas roman Nana.

## Galleri

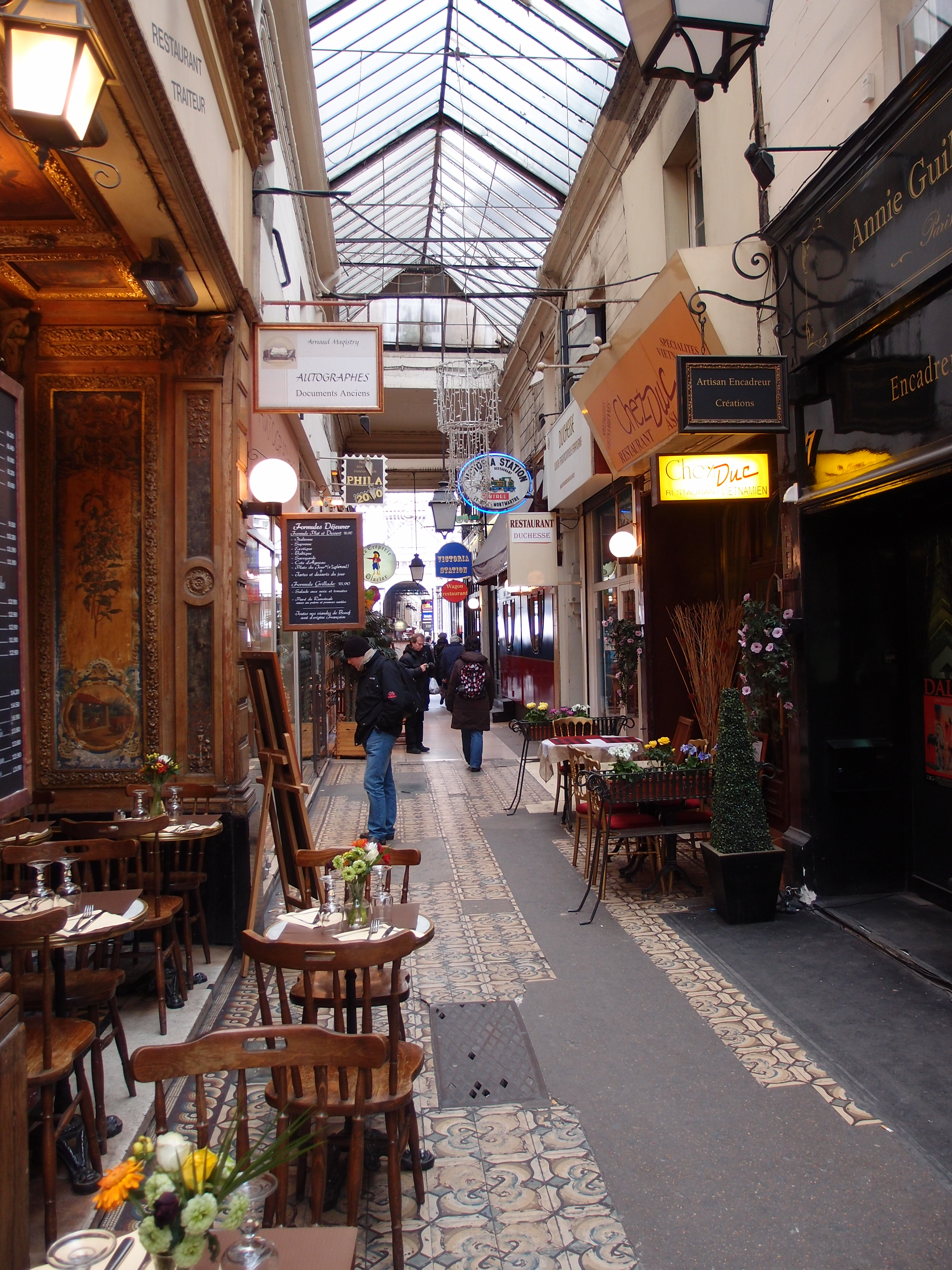
Passage des Panoramas 2013.
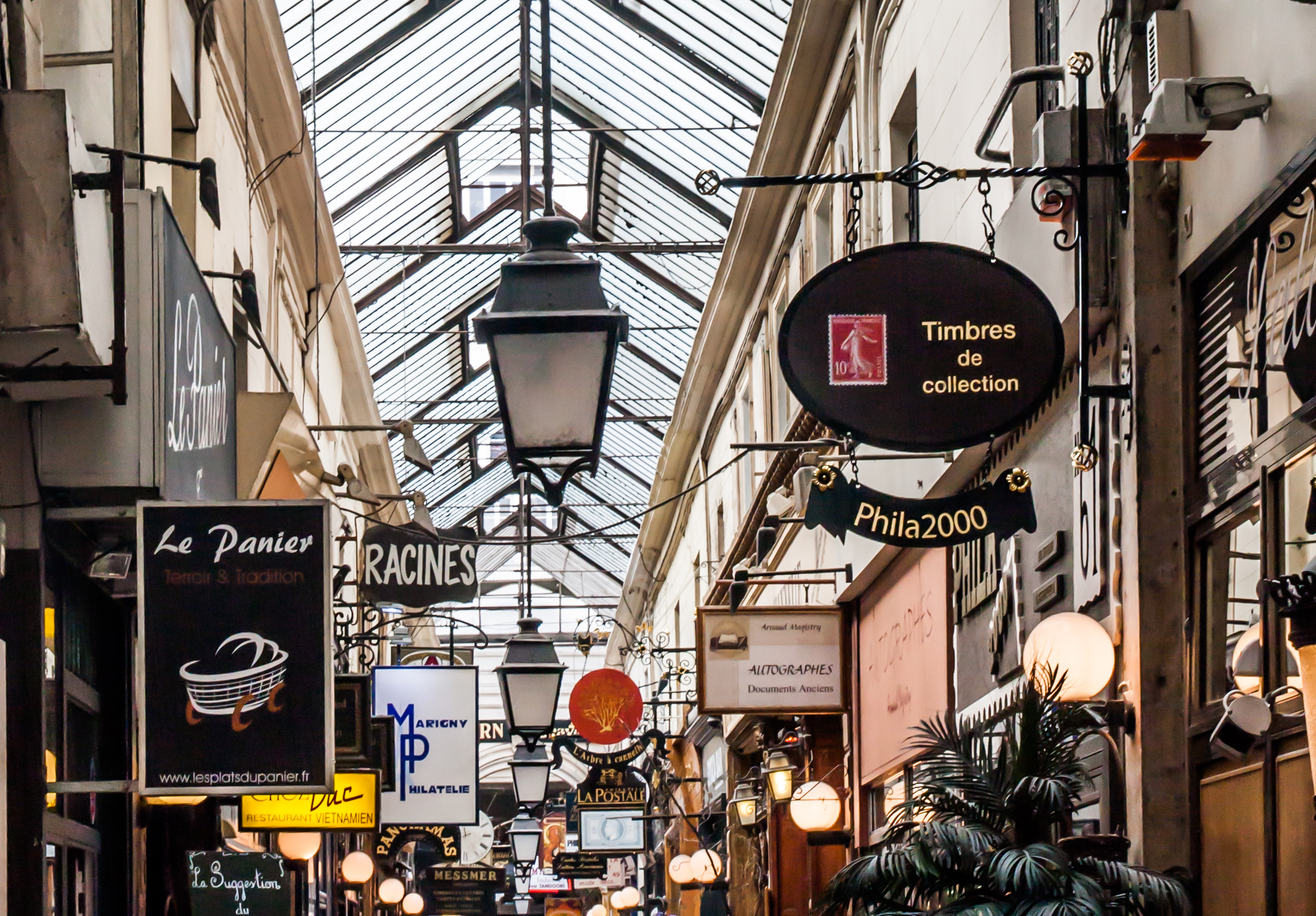
Taket i passagen med de olika företagens skyltar
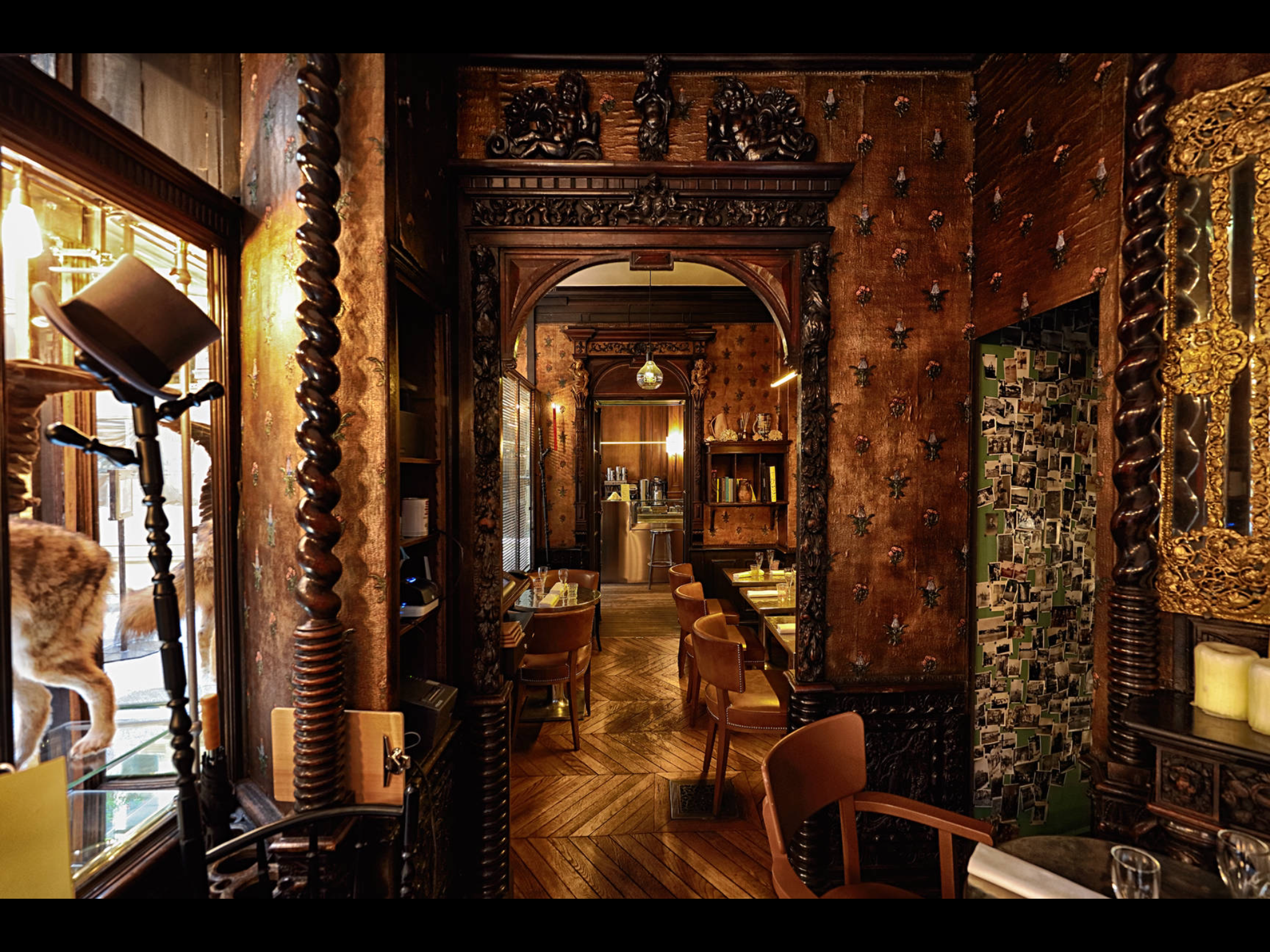
Interiör på Cafe Stern.
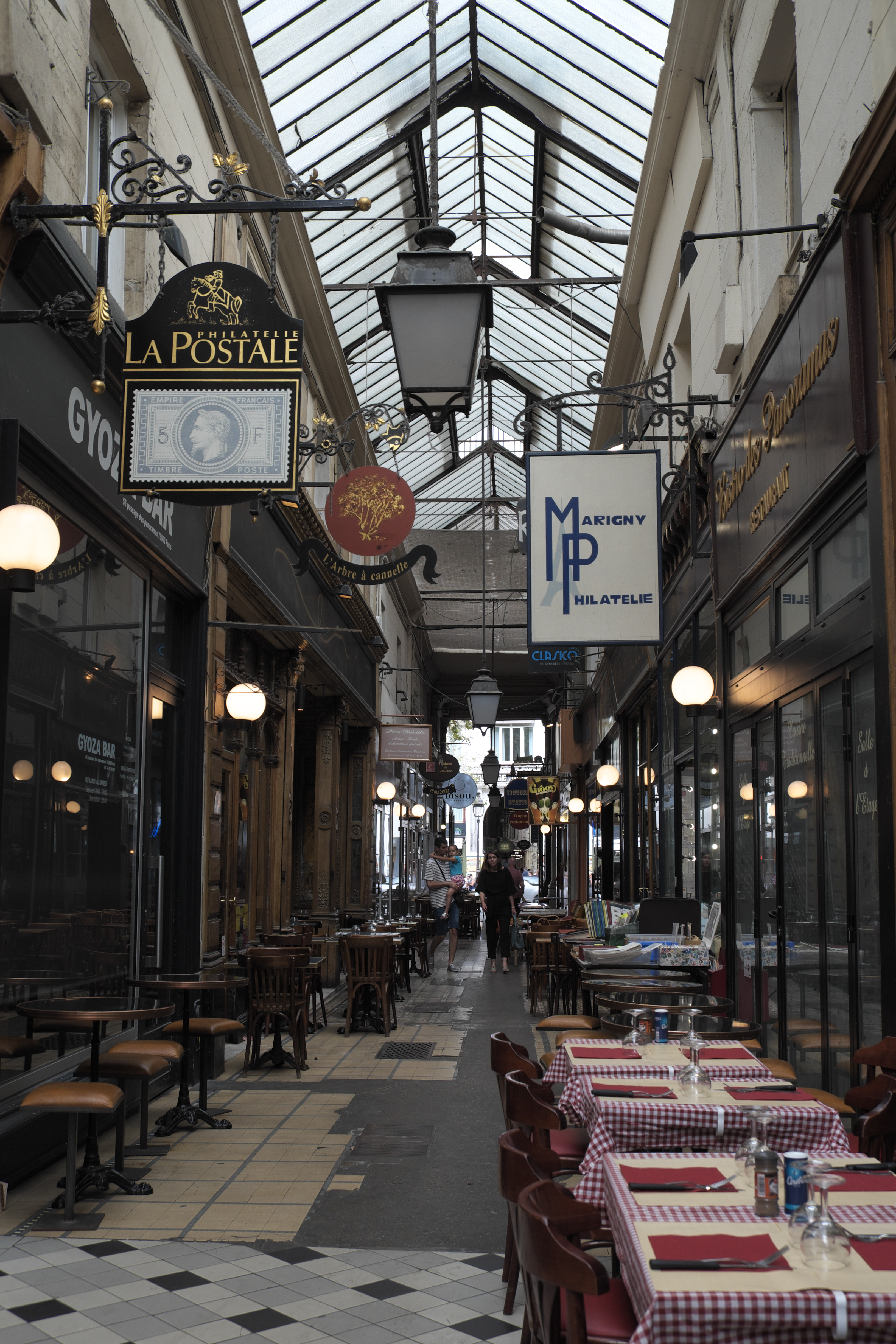
Två butiker för filatelister.
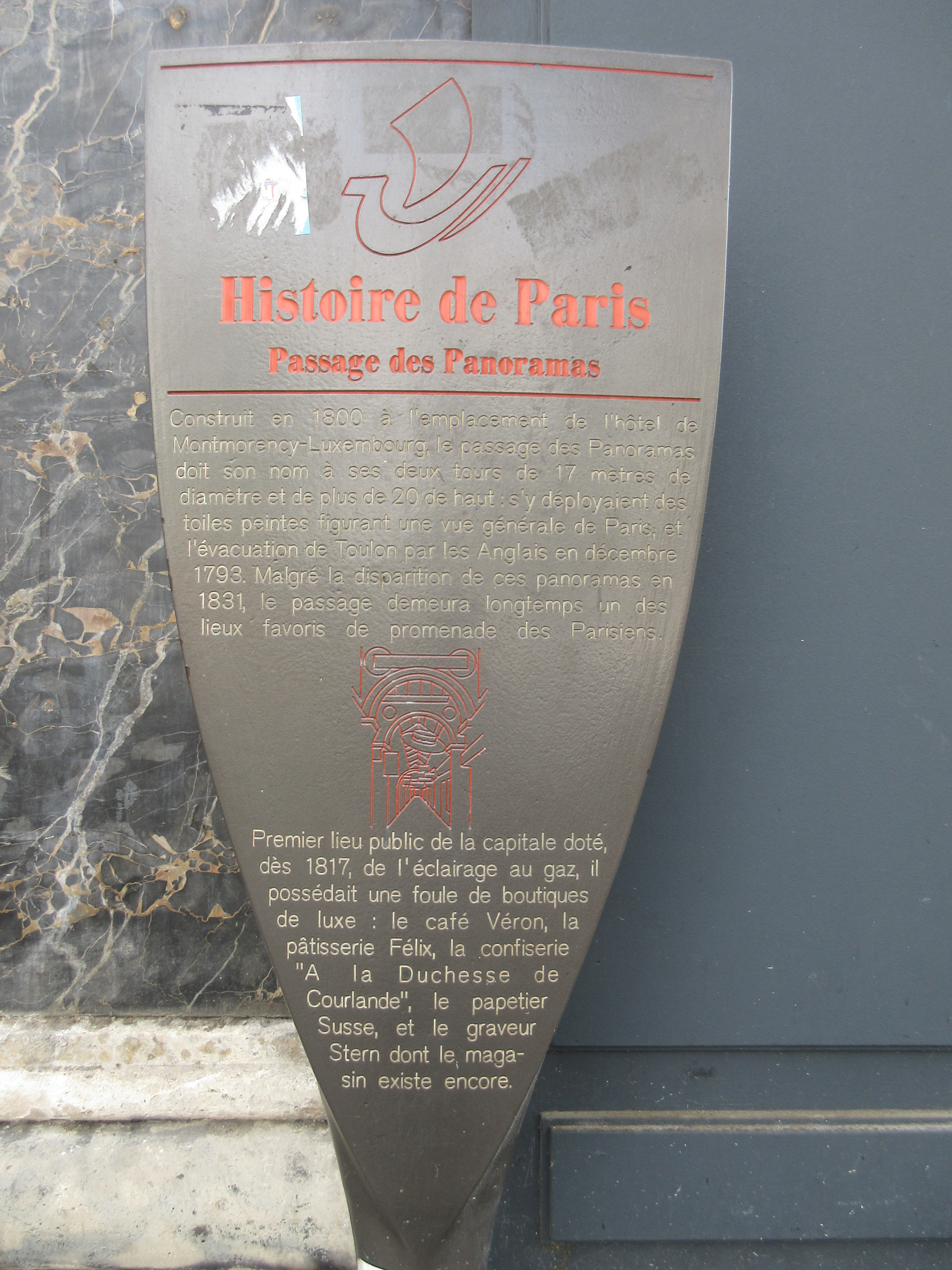
Informationsskylt.